# Challenge Cup 2010-11 (mænd)
 For alternative betydninger, se Challenge Cup 2010-11. (Se også artikler, som begynder med Challenge Cup 2010-11)
Challenge Cup 2010–11 for mænd var den 11. udgave af Challenge Cup arrangeret af European Handball Federation. Turneringen havde deltagelse af 39 klubber og blev spillet i perioden 1. oktober 2010 – 23. maj 2011.
Turneringen blev vundet af RK Cimos Koper fra Slovenien, som i finalen besejrede SL Benfica fra Portugal med 58-54 over to kampe. Det var RK Cimos Kopers første Europa Cup-titel, 

## Resultater

### 2. runde
Anden runde havde deltagelse af 12 hold, som spillede om fem ledige pladser i tredje runde. De 12 hold var inddelt i fire grupper, som hver spillede en enkeltturnering. Vinderne og toerne i gruppe A og B gik videre til 3. runde, mens kun vinderen af gruppe C gik videre.

#### Gruppe A
Kampene i gruppe A blev spillet i Buzet, Kroatien.
| Dato  | Kamp                                      | Res.  |
| ----- | ----------------------------------------- | ----- |
| 1.10. | SGK Politekhnik – Dublin International HC | 33–24 |
| 1.10. | RK Buzet – Olympia HC                     | 43–11 |
| 2.10. | Olympia HC – SGK Politekhnik              | 10–39 |
| 2.10. | Dublin International HC – RK Buzet        | 24–31 |
| 3.10. | SGK Politekhnik – RK Buzet                | 19–25 |
| 3.10. | Dublin International HC – Olympia HC      | 30–26 |

| Hold                    | Kampe | Mål     | Point |
| ----------------------- | ----- | ------- | ----- |
| RK Buzet                | 3     | 99-54   | 6     |
| SGK Politekhnik         | 3     | 91-59   | 4     |
| Dublin International HC | 3     | 78-90   | 2     |
| Olympia HC              | 3     | 047-112 | 0     |

#### Gruppe B
Kampene i gruppe B blev spillet i Živinice, Bosnien og Hercegovina.
| Dato  | Kamp                                       | Res.  |
| ----- | ------------------------------------------ | ----- |
| 1.10. | RK Partizan Dunav Osig. – GPK Arkatron     | 41–28 |
| 1.10. | RK Konjuh Namjestaj – Manchester HC        | 36–18 |
| 2.10. | Manchester HC – RK Partizan Dunav Osig.    | 10–41 |
| 2.10. | GPK Arkatron – RK Konjuh Namjestaj         | 29–30 |
| 3.10. | GPK Arkatron – Manchester HC               | 43–21 |
| 3.10. | RK Partizan Dunav O. – RK Konjuh Namjestaj | 34–24 |

| Hold                         | Kampe | Mål     | Point |
| ---------------------------- | ----- | ------- | ----- |
| RK Partizan Dunav Osiguranje | 3     | 116-620 | 6     |
| RK Konjuh Namjestaj          | 3     | 90-81   | 4     |
| GPK Arkatron                 | 3     | 100-920 | 2     |
| Manchester HC                | 3     | 049-120 | 0     |

#### Gruppe C
Kampene i gruppe C blev spillet i Stord og Tysnes, Norge.
| Dato  | Kamp                                    | Res.  |
| ----- | --------------------------------------- | ----- |
| 1.10. | ESN Vrilissia – Great Dane HC           | 37–20 |
| 1.10. | Maliye Milli Piyango SK – Stord IL      | 27–29 |
| 2.10. | Great Dane HC – Maliye Milli Piyango SK | 20–40 |
| 2.10. | Stord IL – ESN Vrilissia                | 28–25 |
| 3.10. | Maliye Milli Piyango SK – ESN Vrilissia | 33–30 |
| 3.10. | Stord IL – Great Dane HC                | 41–17 |

| Hold                    | Kampe | Mål     | Point |
| ----------------------- | ----- | ------- | ----- |
| Stord IL                | 3     | 98-69   | 6     |
| Maliye Milli Piyango SK | 3     | 100-790 | 4     |
| ESN Vrilissia           | 3     | 92-81   | 2     |
| Great Dane HC           | 3     | 057-118 | 0     |

### 3. runde
Tredje runde havde deltagelse af 32 hold, der spillede om 16 pladser i ottendedelsfinalerne. De deltagende hold var:
- Fem hold fra 2. runde.
- 27 seedede hold, der først trådte ind i turneringen i 3. runde.

| Dato    | Dato    | Hjemmehold i 1. kamp      | Hjemmehold i 2. kamp       | Resultat | Resultat | Resultat |
| 1. kamp | 2. kamp | Hjemmehold i 1. kamp      | Hjemmehold i 2. kamp       | Samlet   | 1. kamp  | 2. kamp  |
| ------- | ------- | ------------------------- | -------------------------- | -------- | -------- | -------- |
| 21.11.  | 27.11.  | GK Motor-ZNTU-ZAS         | RK Buzet                   | 52–48    | 28-20    | 24-28    |
| 20.11.  | 27.11.  | RK Budvanska Rivijera     | RK Rudar Pljevlja          | 43–60    | 24-34    | 19-26    |
| 21.11.  | 27.11.  | RD Slovan                 | HC Linz AG                 | 53–50    | 27-25    | 28-25    |
| 20.11.  | 27.11.  | Junior Fasano             | HBC Bascharage             | 47–51    | 22-17    | 25-34    |
| 27.11.  | 28.11.  | HK Spartak Varna          | RK Cimos Koper             | 39–94    | 19-46    | 20-48    |
| 20.11.  | 21.11.  | SGK Politekhnik           | Sporting CP                | 51–52    | 21-26    | 30-26    |
| 20.11.  | 27.11.  | HC Initia Hasselt         | Stiinta Mun. Dedeman Bacau | 54–64    | 25-33    | 29-31    |
| 26.11.  | 27.11.  | ØIF Arendal               | Bahcesehir Koleji          | 80–53    | 40-29    | 40-24    |
| 27.11.  | 28.11.  | RK Sloga Doboj            | Stord IL                   | 50–55    | 24-25    | 26-30    |
| 19.11.  | 20.11.  | RK Radnicki Kragujevac    | ABC de Braga               | 47–42    | 27-25    | 20-17    |
| 26.11.  | 28.11.  | TSV St. Otmar St. Gallen  | BSV Bern Muri              | 63–54    | 31-25    | 32-29    |
| 20.11.  | 27.11.  | AEK                       | SKA Minsk                  | 58–57    | 31-25    | 27-32    |
| 21.11.  | 27.11.  | Eskilstuna Guif           | RK Konjuh Namjestaj        | 70–48    | 38-18    | 32-30    |
| 27.11.  | 28.11.  | SL Benfica                | CSA Steaua Bucuresti       | 66–58    | 43-29    | 23-29    |
| 20.11.  | 27.11.  | KS Azoty-Pulawy           | RK VV Tikveš-06            | 47–46    | 23-24    | 24-22    |
| 21.11.  | 27.11.  | RK Partizan Dunav Osigur. | RK Medjimurje              | 52–51    | 31-27    | 21-24    |

### Ottendedelsfinaler
Ottendelsfinalerne havde deltagelse af de 16 vinderhold fra 3. runde, som spillede om otte pladser i kvartfinalerne.
| Dato    | Dato    | Hjemmehold i 1. kamp      | Hjemmehold i 2. kamp       | Resultat | Resultat | Resultat |
| 1. kamp | 2. kamp | Hjemmehold i 1. kamp      | Hjemmehold i 2. kamp       | Samlet   | 1. kamp  | 2. kamp  |
| ------- | ------- | ------------------------- | -------------------------- | -------- | -------- | -------- |
| 26.2.   | 27.2.   | ØIF Arendal               | RD Slovan                  | 44–42    | 21-19    | 23-23    |
| 19.2.   | 26.2.   | RK Rudar Pljevlja         | Stiinta Mun. Dedeman Bacau | 37–71    | 22-31    | 15-40    |
| 20.2.   | 26.2.   | Eskilstuna Guif           | RK Cimos Koper             | 56–65    | 32-33    | 24-32    |
| 19.2.   | 26.2.   | Sporting CP               | AEK                        | 54–55    | 27-23    | 27-32    |
| 20.2.   | 27.2.   | GK Motor-ZNTU-ZAS         | SL Benfica                 | 51–63    | 28-33    | 23-30    |
| 19.2.   | 27.2.   | RK Partizan Dunav Osigur. | HBC Bascharage             | 74–47    | 36-23    | 38-24    |
| 25.2.   | 26.2.   | TSV St. Otmar St. Gallen  | RK Radnicki Kragujevac     | 52–57    | 24-27    | 28-30    |
| 19.2.   | 26.2.   | Stord IL                  | KS Azoty-Pulawy            | 47–54    | 23-29    | 24-35    |

### Kvartfinaler
Kvartfinalerne havde deltagelse af de otte vinderhold fra ottendedelsfinalerne, som spillede om fire pladser i semifinalerne.
| Dato    | Dato    | Hjemmehold i 1. kamp         | Hjemmehold i 2. kamp | Resultat | Resultat | Resultat |
| 1. kamp | 2. kamp | Hjemmehold i 1. kamp         | Hjemmehold i 2. kamp | Samlet   | 1. kamp  | 2. kamp  |
| ------- | ------- | ---------------------------- | -------------------- | -------- | -------- | -------- |
| 26.3.   | 2.4.    | RK Partizan Dunav Osiguranje | AEK                  | 52–45    | 28-22    | 24-23    |
| 26.3.   | 2.4.    | RK Cimos Koper               | KS Azoty-Pulawy      | 58–51    | 33-26    | 25-25    |
| 2.4.    | 3.4.    | RK Radnicki Kragujevac       | SL Benfica           | 50–57    | 29-28    | 21-29    |
| 26.3.   | 3.4.    | Stiinta Mun. Dedeman Bacau   | ØIF Arendal          | 56–50    | 33-24    | 23-26    |

### Semifinaler
Semifinalerne havde deltagelse af de fire vinderhold fra kvartfinalerne, som spillede om de to pladser i finalen.
| Dato    | Dato    | Hjemmehold i 1. kamp         | Hjemmehold i 2. kamp       | Resultat | Resultat | Resultat |
| 1. kamp | 2. kamp | Hjemmehold i 1. kamp         | Hjemmehold i 2. kamp       | Samlet   | 1. kamp  | 2. kamp  |
| ------- | ------- | ---------------------------- | -------------------------- | -------- | -------- | -------- |
| 23.4.   | 30.4.   | RK Cimos Koper               | Stiinta Mun. Dedeman Bacau | 59–57    | 34-27    | 25-30    |
| 23.4.   | 1.5.    | RK Partizan Dunav Osiguranje | SL Benfica                 | 61–63    | 36-30    | 25-33    |

### Finale
| Dato    | Dato    | Hjemmehold i 1. kamp | Hjemmehold i 2. kamp | Resultat | Resultat | Resultat |
| 1. kamp | 2. kamp | Hjemmehold i 1. kamp | Hjemmehold i 2. kamp | Samlet   | 1. kamp  | 2. kamp  |
| ------- | ------- | -------------------- | -------------------- | -------- | -------- | -------- |
| 15.5.   | 22.5.   | SL Benfica           | RK Cimos Koper       | 54–58    | 27-27    | 27-31    |